# (3884) Alferov
(3884) Alferov est un astéroïde de la ceinture principale.

## Description
(3884) Alferov est un astéroïde de la ceinture principale. Il fut découvert le 13 mars 1977 à Naoutchnyï par Nikolaï Tchernykh. Il présente une orbite caractérisée par un demi-grand axe de 3,11 UA, une excentricité de 0,14 et une inclinaison de 1,2° par rapport à l'écliptique.

## Compléments